# Chi Trúc vuông
Chi Trúc vuông, tên khoa học Chimonobambusa, là một chi thực vật có hoa trong họ Hòa thảo (Poaceae).

## Loài
Hiện tại ghi nhận được các loài:
- Chimonobambusa angustifolia C.D.Chu & C.S.Chao (1981)
- Chimonobambusa armata (Gamble) Hsueh & T.P.Yi (1983)
- Chimonobambusa arunachalensis
- Chimonobambusa brevinoda Hsueh & W.P.Zhang (1988)
- Chimonobambusa callosa (Munro) Nakai (1925)
- Chimonobambusa communis (Hsueh & T.P.Yi) K.M.Lan (1988)
- Chimonobambusa convoluta Q.H.Dai & X.L.Tao (1982)
- Chimonobambusa damingshanensis Hsueh & W.P.Zhang (1988)
- Chimonobambusa fansipanensis T.Q.Nguyen & Vucan (1991)
- Chimonobambusa grandifolia Hsueh & W.P.Zhang (1988)
- Chimonobambusa hejiangensis C.D.Chu & C.S.Chao (1981)
- Chimonobambusa hirtinoda C.S.Chao & K.M.Lan (1982)
- Chimonobambusa hsuehiana D.Z.Li & H.Q.Yang (2006)
- Chimonobambusa lactistriata W.D.Li & Q.X.Wu (1985)
- Chimonobambusa leishanensis T.P.Yi (1991)
- Chimonobambusa luzhiensis (Keng) K.M.Lan (1988)
- Chimonobambusa macrophylla T.H.Wen & Ohrnb. (1990)
- Chimonobambusa marmorea (Mitford) Makino (1914)
- Chimonobambusa metuoensis Hsueh & T.P.Yi (1983)
- Chimonobambusa microfloscula McClure (1940)
- Chimonobambusa montigena (T.P.Yi) Ohrnb. (1990)
- Chimonobambusa ningnanica Hsueh f. & L.Z.Gao (1987)
- Chimonobambusa opienensis (Keng) T.H.Wen & Ohrnb. (1990)
- Chimonobambusa pachystachys Hsueh f. & T.P.Yi (1982)
- Chimonobambusa paucispinosa T.P.Yi (1990)
- Chimonobambusa puberula (Keng) K.M.Lan (1988)
- Chimonobambusa pubescens T.H.Wen (1986)
- Chimonobambusa purpurea Hsueh f. & T.P.Yi (1982)
- Chimonobambusa quadrangularis (Fenzl) Makino (1914)
- Chimonobambusa rigidula (Hsueh & T.P.Yi) T.H.Wen & Ohrnb. (1990)
- Chimonobambusa sichuanensis (T.P.Yi) T.H.Wen (1987)
- Chimonobambusa szechuanensis (Rendle) Keng f. (1948)
- Chimonobambusa tianquanensis T.P.Yi (2000)
- Chimonobambusa tuberculata Hsueh f. & L.Z.Gao (1987)
- Chimonobambusa tumidissinoda Ohrnb. (1990)
- Chimonobambusa unifolia (T.P.Yi) T.H.Wen (1990)
- Chimonobambusa utilis (Keng) Keng f. (1948)
- Chimonobambusa verruculosa (T.P.Yi) T.H.Wen & Ohrnb. (1990)

Các loài chuyển sang chi khác
- Chimonobambusa angulata - Bambusa tuldoides
- Chimonobambusa baviensis - Chimonocalamus baviensis
- Chimonobambusa densifolia - Yushania densifolia
- Chimonobambusa falcata - Drepanostachyum falcatum
- Chimonobambusa gallatlyi - Chimonocalamus gallatlyi
- Chimonobambusa griffithiana - Chimonocalamus griffithianus
- Chimonobambusa hookeriana - Himalayacalamus hookerianus
- Chimonobambusa intermedia - Drepanostachyum intermedium
- Chimonobambusa jainiana - Ampelocalamus patellaris
- Chimonobambusa jaunsarensis - Yushania anceps
- Chimonobambusa khasiana - Drepanostachyum khasianum
- Chimonobambusa naibunensis - Ampelocalamus naibunensis
- Chimonobambusa polystachya - Drepanostachyum polystachyum
- Chimonobambusa pusilla - Vietnamosasa pusilla